# Lutreolina
Las zarigüeyas de cola gruesa, también llamadas comadrejas coloradas (Lutreolina) constituyen un género de marsupiales integrado por 2 especies vivientes, las que habitan de manera exclusiva en ambientes templados y cálidos de Sudamérica.

## Distribución y hábitat
Es un género endémico de Sudamérica. Una especie (L. crassicaudata) habita en pastizales junto a humedales de tierras bajas, en el norte, centro y centro-este del subcontinente, y se distribuye en dos núcleos disyuntos: uno cubriría el este de Colombia y de Venezuela, Guyana y Surinam, y le corresponde el término subespecífico de Lutreolina crassicaudata turneri. El otro habita en el centro-sur, sudeste y sur de Brasil (desde Río de Janeiro hacia el sur), el centro y este del Paraguay, todo el Uruguay y el nordeste y centro-este de la Argentina, llegando por el sur hasta las áreas pampeanas situadas inmediatamente al noreste de la Patagonia; a este núcleo le fueron asignadas las poblaciones de dos subespecies: L. c. crassicaudata y L. c. paranalis, sin embargo un estudio no encontró diferencias que justificasen una separación taxonómica entre ambas, por lo cual el último taxón fue adjuntado como un sinónimo más moderno a la subespecie típica.    La otra especie (L. massoia) habita de manera disyunta con respecto a los dos núcleos de la primera, y en un ambiente distinto: las selvas de montaña del sur de Bolivia y el noroeste de la Argentina, estando distanciada del núcleo más próximo de L. crassicaudata (el austral) por cientos de kilómetros con ambientes propios del chaco occidental (semiárido), en el cual no habita ninguna especie de Lutreolina.

## Características
Presentan una cabeza pequeña con orejas redondeadas; las patas son cortas. Tienen un cuerpo alargado cubierto por un denso y suave pelaje de coloración uniforme, el que va desde el pardo opaco o amarillento intenso hasta el anaranjado o rojizo. Ventralmente el patrón cromático es más claro. Poseen una cola velluda, ancha pero que se acorta hacia la punta, puede lucirla delgada o gruesa, en este último caso está siendo empleada como órgano de reserva de nutrientes. No todas las hembras presentan marsupio.

## Costumbres
Son animales solitarios, de hábitos crepusculares y nocturnos, activos, de ágiles movimientos, que viven en proximidades del agua en pastizales húmedos o selvas de montaña. Trepan muy bien y también pueden nadar y hasta bucear. Se alimentan de pequeños mamíferos, aves y sus nidos, anfibios, reptiles, peces, moluscos, e insectos; en menor medida lo hace de alimento de origen vegetal. Es capturada por cánidos, félidos, y rapaces diurnas y nocturnas.
Las poblaciones que habitan en la ladera oriental de los Andes del sur de Bolivia alcanzan altitudes de hasta 2000 m s. n. m..
Se conoce poco sobre sus aspectos reproductivos, aunque se estima dos partos por año, con un período gestacional de 2 semanas y un tamaño de camada de entre 6 y 9 crías. primero la madre las transporta aferradas a su vientre, pero cuando aumentan de tamaño se trasladan al dorso materno. Se refugia en huecos de árboles, cuevas, o nidos de aves.

## Conservación
Ambas especies no están comprometidas. Merodea las viviendas rurales en busca de aves domésticas y sus huevos, por lo que es perseguida por el hombre; al ser atacada se defiende a mordiscos. Antaño era cazada por su piel, para ser utilizada en peletería.

## Taxonomía
Este género fue descrito originalmente en el año 1910 por el zoólogo británico Michael Rogers Oldfield Thomas. La localidad tipo fue restringida por Ángel Cabrera a: «Asunción, Paraguay».
Especies
Está integrado por dos especies vivientes:
- Lutreolina crassicaudata (Desmarest, 1804)
- Lutreolina massoia Juan A. Martínez-Lanfranco, David Flores, J. Pablo Jayat, & Guillermo D'Elía, 2014

Ambas especies son morfológicamente distintas en lo que respecta a su tamaño y forma, presentando también diferencias apreciables en el cráneo y la dentición.
Historia taxonómica
Tradicionalmente se definía a Lutreolina como un género monotípico, con Lutreolina crassicaudata como su única especie viviente. Pero en el año 2014 se dio a conocer el resultado de la revisión taxonómica más importante que se había efectuado al género. En la misma se evaluaron las características morfológicas de 262 ejemplares. De 22 especímenes —colectados en 18 localidades de la Argentina, Bolivia, Brasil, Paraguay y Uruguay— se analizaron las muestras de ADN mitocondrial empleando las secuencias moleculares del gen que codifica el citocromo b. Encontraron que las poblaciones australes de Lutreolina tienen una fuerte estructuración filogeográfica, conformando 2 grupos recíprocamente monofiléticos, con una divergencia entre ambos grupos de 2,7 % teniendo cada grupo una importante uniformidad con mínima intravariación. Esto era correspondiente a un escenario de una especie plena por cada grupo. Al pertenecer el ejemplar tipo de Lutreolina crassicaudata al grupo oriental, debía asignársele un nombre específico a las poblaciones del grupo occidental, y al no contarse en la sinonimia con ninguno, fue bautizado con un término nuevo: L. massoia.

## Nombres comunes
El nombre común de "comadreja" les fue asignado por los primeros colonizadores españoles, que encontraron a los ejemplares de Lutreolina similares al aspecto del mustélido al que ya ellos estaban familiarizados. En el sur del subcontinente sudamericano, por extensión se aplicó el mismo apelativo también a las restantes especies de marsupiales nativos, sin que los mismos presenten similitudes físicas con la especie europea. En otras partes de América el nombre popular más difundido es el de  “zarigüeyas”.